# Otzum
Otzum war ein Kirchdorf im Harlingerland, heute Bestandteil von Ostfriesland. Im Stader Copiar von 1420 wird die Kirche noch erwähnt. In der Ostfrieslandkarte des David Fabricius aus dem Jahr 1589 wird das Dorf mitten im Watt gezeigt. Ulrich von Werdum berichtet in seiner Geschichte des Hauses Werdum aus dem Jahr 1670, dass die Fundamente der Kirche 1500 Schritt vor dem Deich in Seriem noch im Watt sichtbar sind. Der Name ist erhalten geblieben in der Otzumer Balje, einem Teil des Seegats zwischen Langeoog und Spiekeroog.
Heute kann man die Fundamentsteine noch im Watt ca. 2,5 km nordwestlich von Neuharlingersiel beobachten. Wenig nördlich davon liegt umfangreicher Siedlungsmüll, der belegt, dass dieser Platz bereits seit Christi Geburt besiedelt war und bis etwa 1500 kontinuierlich bewohnt wurde. Man findet Keramik, Tierknochen und Kirchenbaumaterialien in Form von Tuffsteinen, Klosterformatziegeln und Mönch-und-Nonne-Dachpfannen.
Südlich von Otzum konnte eine Deichlinie mit einem Sielbauwerk aus dem Jahr 1470 nachgewiesen werden. Wahrscheinlich war Otzum ab dem 12. Jahrhundert Bestandteil einer eingedeichten Marschenlandschaft. Der Deich musste zurückgezogen werden, danach wurde das Dorf vermutlich um 1500 aufgegeben.
Die Funde von der Dorfstelle sind in Esens im Museum „Leben am Meer“ und im Turmmuseum der Esenser Magnuskirche ausgestellt.

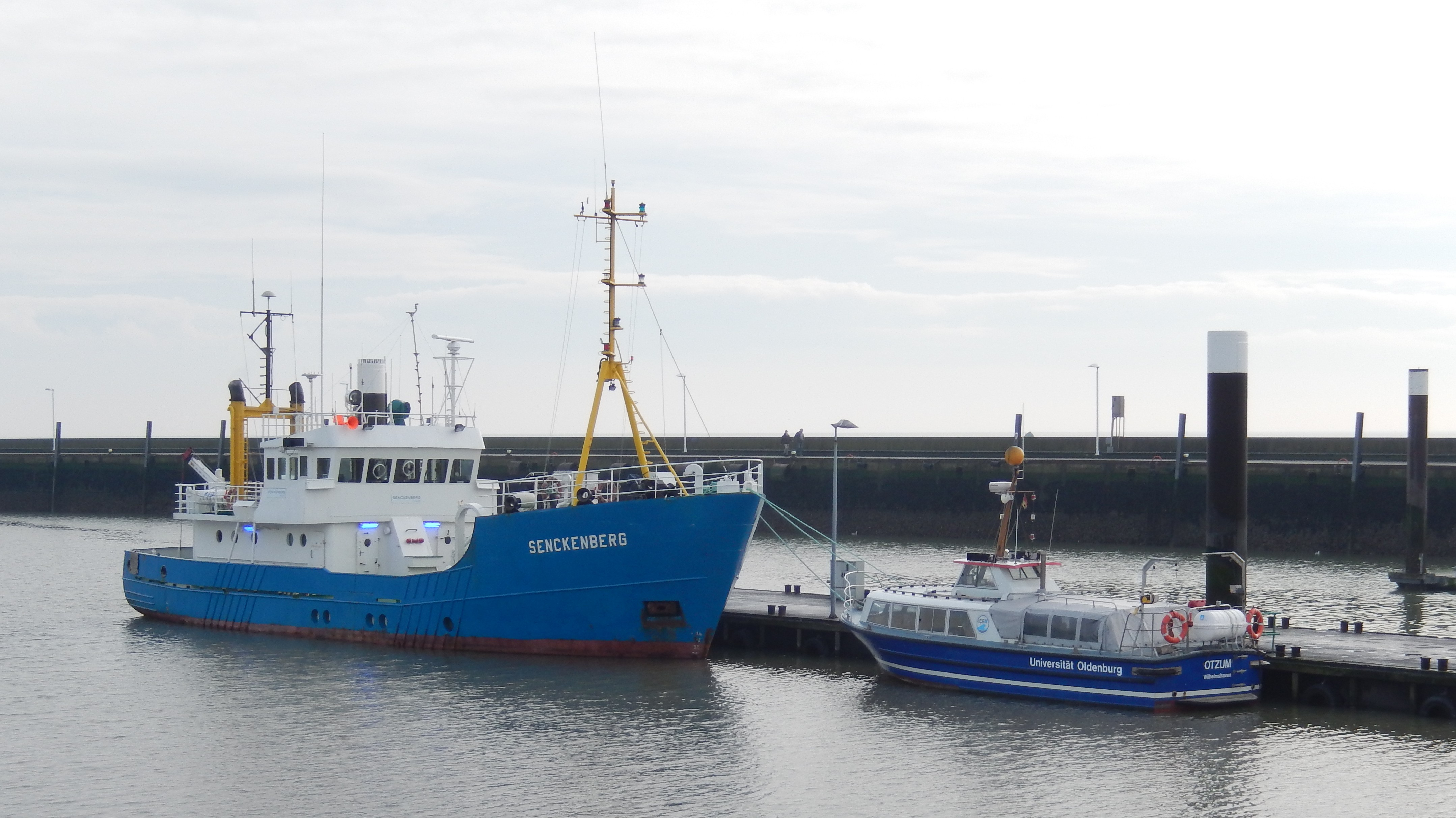
Otzum (rechts) neben der Senckenberg

Nach dem Ort ist seit 2011 ein Forschungsschiff des Instituts für Chemie und Biologie des Meeres der Carl von Ossietzky Universität Oldenburg benannt.